# Нурофен
Нурофен (на английски: Nurofen) е търговското название на серия от обезболяващи, които са произведени от Reckitt Benckiser. Марката е създадена през 1983 г. и е част от портфолиото на „Reckitt Benckiser“ след придобиването на Boots Healthcare през 2005 г. Нурофен се продава основно във Великобритания, страни от Европа (включително и България), Австралия и Нова Зеландия.
Основната съставка е ибупрофен.
Има 11 разновидности на Нурофен, като всички те съдържат аналгетика ибупрофен като основна съставка. Ибупрофен е разработен в лабораториите на британската компания Boots. Някои от видовете Нурофен съдържат различни активни съставки. Нурофен може да помогне за намаляване на болката, да понижи температурата или да облекчи възпалението.

## Странични ефекти
Неопиодните аналгетици като Нурофен може да попречи или намали действието на SSRI антидепресантите

## Изтегляне на продукт през 2011 г.
На 25 август 2011 г. в няколко опаковки на Nurofen Plus е открито съдържание на Seroquel XL – мощно психотропно вещество, използвано при лечение на шизофрения – в магазините на Boots в Лондон. На следващия ден Medicines and Healthcare Products Regulatory Agency (MHRA) подаде сигнал за безопасност. Фармацевтите трябваше да проверят всяка опаковка на Nurofen Plus за съдържание на психотропни и антиепилептични вещества. Бяха открити 3 опаковки със съдържание на допълнителни вещества. Reckitt Benckiser, производителят на Nurofen Plus, заяви, че не знае къде лекарствата са били разменени. Компанията изтегли от пазара останалите опаковки и го пусна в запечатана целофанова обвивка.